# Jolanta Münch
Jolanta Skorek-Münch (ur. 1962 w Chełmie) – polska pianistka i klawesynistka.

## Życiorys

### Wykształcenie i kursy mistrzowskie
W 1984 roku ukończyła studia w Akademii Muzycznej im. Fryderyka Chopina w Warszawie (pedagogika instrumentalna – fortepian). Uzyskała również tytuł licencjata muzykologii Katolickiego Uniwersytetu Lubelskiego. W 2005 roku Akademia Muzyczna im. Grażyny i Kiejstuta Bacewiczów w Łodzi nadała jej stopień doktora sztuki w dziedzinie kameralistyki fortepianowej na podstawie rozprawy pt. Związki muzyki Roberta Schumanna z literacko-filozoficznym programem romantyzmu. W 2021 r. uzyskała tytuł profesora sztuki. Jako klawesynistka pozostawała pod opieką artystyczną Urszuli Bartkiewicz i brała udział w licznych kursach interpretacji w kraju i za granicą, pracując pod kierunkiem wybitnych pianistów i klawesynistów, jak Tatiana Szebanowa i Ryszard Bakst (Duszniki, fortepian), Laszlo Simon i Paul Badura-Skoda (Warszawa, fortepian), Nicholas Parle i Liliana Stawarz (Wilanów, klawesyn), Joos van Immerseel, Christine Verheelst, Claire Chevallier (Antwerpia, klawesyn), Robert Kohnen (Spa, klawesyn), Johann Sonnleitner (Innsbruck, Trossingen – klawesyn).
W 2010 roku Akademia Muzyczna im. Stanisława Moniuszki w Gdańsku nadała jej stopień doktora habilitowanego sztuk muzycznych w dyscyplinie artystycznej instrumentalistyka na podstawie rozprawy Partnerstwo w muzycznym dialogu. Fortepian w cyklicznej formie kameralnej od jej narodzin do szczytowych osiągnięć (Borodin, Mahler, Szostakowicz). Lublin: Wydawnictwo KUL 2008. W 2015 r. ukazała się wersja niemiecka tej książki Die Partnerschaft im musikalischen Dialog (wydawnictwo Peter Lang Verlag, Frankfurt a/M – Bern – Bruxelles – New York).
W 2021 otrzymała tytuł profesora sztuki w dyscyplinie sztuki muzyczne.

### Praca zawodowa
W latach 1987–2006 pracowała w Instytucie Muzyki Wydziału Artystycznego Uniwersytetu Marii Curie-Skłodowskiej, a od 2006 do 2013 roku była zatrudniona na stanowisku profesora uczelni i prowadziła klasę fortepianu w Instytucie Muzykologii Katolickiego Uniwersytetu Lubelskiego. Od 2013 roku jest profesorem w Instytucie Muzyki Uniwersytetu Rzeszowskiego (Zakład Chóralistyki i Muzyki Religijnej), obecnie na stanowisku profesora zwyczajnego.Jest powoływana przez Radę Doskonałości Naukowej do komisji w sprawach nadania stopnia doktora habilitowanego i tytułu profesora.
Ponadto jest nauczycielem dyplomowanym i ekspertem Ministerstwa Edukacji Narodowej, wchodzącym w skład komisji egzaminacyjnych i kwalifikacyjnych dla nauczycieli ubiegających się o awans na stopień zawodowy. Zasiada również w jury konkursów i festiwali muzycznych.
Jest autorką kilkunastu artykułów naukowych i opublikowała książkę pt. Partnerstwo w muzycznym dialogu. Fortepian w cyklicznej formie kameralnej od jej narodzin do szczytowych osiągnięć - Borodin, Mahler, Szostakowicz (Wydawnictwo KUL JP II, Lublin 2008). Publikowała m.in. w "Zeszytach Naukowych KUL", "Additamenta Musicologica Lublinensia", "Animato" (Uniwersytet Rzeszowski), "De musica commentarii" (Akademia Muzyczna im. Ignacego Jana Paderewskiego w Poznaniu}.
Zorganizowała na Uniwersytecie Rzeszowskim cztery międzynarodowe konferencje, poświęcone muzyce Wojciecha Kilara: Twórczość Wojciecha Kilara na tle współczesnej muzyki religijnej (2014), Element narodowy w twórczości Wojciecha Kilara na tle współczesnej World Music (2016), Muzyka filmowa Wojciecha Kilara. Muzyka w filmie (2018) i Twórczość Wojciecha Kilara na tle sztuki współczesnej. Inspiracje i konteksty (2021). Była redaktorem naukowym wieloautorskiej monografii Sacrum i element narodowy w muzyce Wojciecha Kilara, prezentującej wystąpienia z konferencji w 2014 i 2016 r.
Występowała wielokrotnie z referatami na krajowych i międzynarodowych sesjach i konferencjach naukowych, m.in. Gaetano Donizetti znany i nieznany – stylistyka belcanto na podstawie badań nad wczesnymi dziełami kompozytora (Uniwersytet Muzyczny Fryderyka Chopina w Warszawie),  Korespondencja na styku sztuk (UMFC w Białymstoku), Muzyka w kontekście pedagogicznym, społecznym i kulturowym (Uniwersytet Rzeszowski), Muzyka wokalno – instrumentalna. Tradycja. Inspiracja. Forma (UMCS w Lublinie).

### Działalność artystyczna
W okresie studiów współpracowała  z Estradą Kameralną Filharmonii Narodowej i Warszawskim Towarzystwem Muzycznym. Współpracuje z Filharmonią Lubelską jako pianistka i klawesynistka, realizująca basso continuo. W 1994 roku założyła Trio Lublin Baroque (z flecistą Lechem Szostem i wiolonczelistką Marią Błaszczak-Szost). W zespole gra na szpinecie barokowym (kopia J. Silbermanna ca. 1767). Już inauguracyjny koncert zespołu, prezentujący kompozycje Marina Marais i Josepha Bodin de Boismortier, otworzył przed słuchaczami fascynujący świat utworów dotychczas w Lublinie nie wykonywanych. Skupienie uwagi na muzyce europejskiego baroku, jej stylowej różnorodności i rozmaitych praktykach wykonawczych, pozwoliło artystce i zespołowi uczestniczyć w cyklu Le Concert des Nations, organizowanym przez Stowarzyszenie Pro Musica Antiqua. W latach 1995–2017 roku wraz z Triem występowała na kolejnych festiwalach Lublin – Muzyka, Zabytki, Plastyka oraz Tempus Paschale. Brała ponadto udział w cylicznych koncertach Viva Polonia z okazji Narodowego Święta Niepodległości i Między Wschodem i Zachodem. Przygotowała (jako kierownik muzyczny i współwykonawca) dwa programy monograficzne, związane z rocznicami urodzin Johanna Sebastiana Bacha i Johanna Joachima Quantza, a także koncert Pod jedną koroną (w związku z 300. rocznicą unii polsko-saskiej). Wystąpiła w galowym koncercie charytatywnym Business Centre Club pod patronatem Marszałka Senatu. Jako solistka i kameralistka uczestniczy w uroczystych koncertach okolicznościowych, organizowanych w obiektach zabytkowych Lublina i regionu. Wielokrotnie prezentowała swoje projekty koncertowe w ramach Lubelskiego Festiwalu Nauki.
Jej dorobek artystyczny obejmuje ponad 500 koncertów kameralnych w wielu miastach Polski. w tym kilkakrotnie w Filharmonii Narodowej, Bałtyckiej, Krakowskiej i Podkarpackiej oraz na Muzycznym Festiwalu w Łańcucie i Festiwalu im. Jana Kiepury w Krynicy. Koncertowała w Niemczech, Francji, Bułgarii, Izraelu, we Włoszech, Macedonii i na Węgrzech.
W r. 2017 wystąpiła jako partnerka Doroty Laskowieckiej (sopran) w recitalu pieśni polskich, organizowanym przez Instytut Polski w Rzymie w ramach sesji Józef Piłsudski, un grande statista della Polonia e dell’Europa.
Współpracuje z wybitnymi polskimi śpiewakami, jak Olga Pasiecznik, Joanna Woś, Grażyna Brodzińska, Edyta Piasecka, Dorota Laskowiecka, Karina Skrzeszewska, Monika Buczkowska, Iwona Socha, Ewa Tracz, Agnieszka Tomaszewska, Magdalena Stefaniak, Edyta Ciechomska, Magdalena Witczak, Iwona Sawulska, Gabriela Silva, Małgorzata Grzegorzewicz-Rodek, Iwona Kowalkowska, Anita Rywalska-Sosnowska, Ewa Lalka, Aleksandra Resztik, Anna Lubańska, Bożena Zawiślak-Dolny, Dorota Lachowicz, Dariusz Paradowski, Jacek Laszczkowski, Piotr Łykowski, Paweł Trojak, Piotr Olech, Jakub Burzyński, Piotr Kusiewicz, Adam Zdunikowski, Leszek Świdziński, Paweł Skałuba, Witold Matulka, Jacek Wójcicki, Krystian Krzeszowiak, Tadeusz Pszonka, Sławomir Naborczyk, Leszek Skrla, Jacek Ścibor oraz ze skrzypkami, jak Vadim Brodski, Katarzyna Duda, Rafał Zambrzycki-Payne i z zespołami Kwartet Camerata, ARSO Ensemble, Trio Lublin Baroque. W wielu przypadkach sprawowała również kierownictwo muzyczne realizowanych projektów.

## Odznaczenia i nagrody
W 2004 roku otrzymała Srebrny Krzyż Zasługi za wybitne osiągnięcia w dziedzinie kultury. W tym samym roku Minister Edukacji Narodowej odznaczył ją Medalem Komisji Edukacji Narodowej za osiągnięcia pedagogiczne. Otrzymała również Medal Prezydenta Miasta Lublina z okazji dziesięciolecia Tria Lublin Baroque. W 2007 roku minister kultury i dziedzictwa narodowego nadał jej Brązowy Medal „Zasłużony Kulturze Gloria Artis”. Otrzymała Dyplom uznania z medalem Wojewody Lubelskiego z okazji 35-lecia działalności artystycznej (2017), Medal 700-lecia Miasta Lublin nadany przez Prezydenta Miasta Lublin (2017), Dyplom uznania z medalem Marszałka Województwa Lubelskiego z okazji 25-lecia Festiwalu Tempus Paschale (2019) i Medal Unii Lubelskiej nadany przez Prezydenta Miasta Lublin (2019). W 2024 roku otrzymała Złoty Krzyż Zasługi.

## Ważniejsze publikacje
1. Partnerstwo w muzycznym  dialogu. Fortepian w cyklicznej formie kameralnej od jej narodzin do szczytowych osiągnięć (Borodin, Mahler, Szostakowicz). Wydawnictwo KUL, Lublin 2008
2. Die Partnerschaft im musikalischen Dialog. Peter Lang Verlag, Frankfurt a/M – Bern – Bruxelles – New York) 2015
3. Młodzieńcze opery Mozarta. „Zeszyty Naukowe KUL” 49 (2007), nr 4 (196)
4. W kręgu kapelmistrza Jana Kreislera. O liryce fortepianowej Roberta Schumanna (w:) De musica commentarii pod red. Teresy Brodniewicz i Hanny     Kostrzewskiej, vol. 1, Poznań 2008
5. Schumann wobec projektu muzyki  absolutnej  (w:) De musica commentarii pod red. Teresy Brodniewicz i Hanny Kostrzewskiej, vol. 1, Poznań 2008
6. Miłość i życie kobiety Roberta Schumanna – romantyczny monodram. „Additamenta Musicologica Lublinensia”. Rocznik Instytutu Muzykologii Katolickiego Uniwersytetu Lubelskiego Jana Pawła II. Lublin 2008
7. Zagadka Hexamerona. „Additamenta Musicologica Lublinensia”. Rocznik Instytutu Muzykologii Katolickiego     Uniwersytetu Lubelskiego Jana Pawła II. Lublin 2009
8. Bohater mozartowskiego moralitetu [Die Schuldigkeit des Ersten Gebotes], "Tygodnik Powszechny" 18.08.2010
9. Pieśń romantyczna w poglądach Roberta Schumanna. „Animato. Współczesne oblicza teorii i praktyki muzycznej” pod red. Mirosława Dymona, Rzeszów 2015, t. 1
10. Pieśń romantyczna jako synteza sztuk w poglądach Roberta Schumanna [w:] Piękno zespolić ze sobą. Korespondencja     na styku sztuk.pod red. Karola Klauzy i Joanny Cieślik-Klauzy, Białystok 2015
11. Opera w czasach     postmodernizmu. „Zaczarowana wyspa” w MET [w:] Pulchritudo delectans. Korespondencja na styku sztuk, pod red.     Karola Klauzy i Joanny Cieślik-Klauzy, Białystok 2017
12. Romantyczne dyskusje o muzyce  absolutnej [w:] Muzyka w kontekście pedagogicznym, społecznym i kulturowym, red. Ewa Nidecka i Jolanta Wąsacz-Krztoń, t. 1. Rzeszów 2017
13. O zjawisku inkulturacji we współczesnej muzyce religijnej [w:] Sacrum i element narodowy w muzyce Wojciecha Kilara, pod red. Jolanty Skorek-Münch, Rzeszów 2017
14. Pasja według św. Mateusza Tan Duna w perspektywie kulturowego synkretyzmu [w:} Sacrum i element narodowy w muzyce Wojciecha Kilara, pod red. Jolanty Skorek-Münch, Rzeszów 2017

## Nagrania płytowe
Jolanta Münch nagrała osiem CD: dla Radia Lublin oraz firm L’Acte Préalable, Koch Classics, DUX, Polihymnia i Fanfara:
- Barokowe sonaty fletowe  (1998), z Triem Lublin Baroque (AP),
- Pieśni Edwarda Pałłasza (2000) oraz Siedem ludowych pieśni hiszpańskich  Manuela de Falli  pieśni Manuela Ponce’a i José Siqueiry, z Iwoną Sawulską (AP),
- Freude und Trauer der Liebe (2001), z Iwoną Sawulską i Piotrem Łykowskim (Koch Classics),
- Przeboje z klasą (2007), z Triem Lublin Baroque (Radio Lublin),
- Kwintety fortepianowe Aleksandra Borodina i Dymitra Szostakowicza oraz Kwartet Gustava Mahlera (2007) z Kwartetem Camerata (DUX),
- Kameralnie (2009), Jolanta Münch – fortepian, Iwo Orłowski – tenor. Program: F. Lehar, E. kalman, R. Stolz, C. Velasquez, F. Lopez, V. Di Chiara, W. Afanassieff, V. Kosma, A. Piazzolla, A. Villoldo (Studio „Fanfara”),
- Piękno i łzy (2012), Jacek Ścibor – śpiew, Jolanta Münch – fortepian. Program: piosenki żydowskie (Ch. Alberstein, S. Secunda, A. Aston. H. Rubin, A. Olshanetzky, H. Yablokoff, N. Sternheim, L. Kozłowski) (Egeria 2012).
- Misericordias Domini in aeternum cantabo. Jolanta Münch – organy, Archidiecezjalny Chór Chłopięco-Męski Pueri Cantores Lublinenses, dyr. ks. Attila Honti (Polihymnia 2017)